# Potrerilloxyela menendezi
Potrerilloxyela menendezi (лат.) — ископаемый вид пилильщиков рода Potrerilloxyela из семейства Xyelidae. Один из древнейших представителей отряда перепончатокрылые. Обнаружен в триасовых ископаемых останках (Южная Америка, Пуэсто Мигес, карнийский ярус, формация Потрерийос, Potrerillos, провинция Мендоса, южное окончание Прекордильер, Аргентина, около 230 млн лет).

## Описание
Длина переднего крыла 6,4 мм, ширина 2,0 мм. Жилкование переднего крыла полное как у многих Xyelidae (с ними сближает и наличие развилка RS). Ячейка 2r по переднему краю немного короче 1r, 2r-rs явственно длиннее 1r-rs, 2r-m впадает в 3r немного базальнее развилка RS. Птеростигма большая, светлая, ланцетовидная. Ячейка 1m-cu приблизительно равной длины с 3-Cu, ячейка 1mcu низкая и широкая. Жилка 1-RS гораздо короче 1M.
Вид Potrerilloxyela menendezi был впервые описан по отпечатку переднего крыла в 2014 году аргентинскими энтомологами М. Лара (M. B. Lara), А. Заватьери (A. M. Zavattieri, Аргентина), и российским палеоэнтомологом Александром Павловичем Расницыным (ПИН РАН, Москва, Россия). Включён в состав отдельного монотипического рода Potrerilloxyela Lara et al. 2014. Предварительно, новый вид отнесён к трибе Liadoxyelini из номинативного подсемейства Xyelinae. Ранее триба Liadoxyelini была известна только из юрского периода Азии (Kirghizoxyela Rasnitsyn, 1966 и Orthoxyela Rasnitsyn, 1983). Вместе с триасовыми видами Triassoxyela foveolata, T. grandipennis, T. orycta, T. kirgizica и другими это древнейшие представители пилильщиков и всего отряда перепончатокрылые. Это первая находка триасового перепончатокрылого в Новом Свете. Нахождение Potrerilloxyela menendezi в Аргентине говорит об одновременном появление отряда Hymenoptera и в Гондване (в Австралии, Южной Африке и Южной Америке) и в Лавразии (в Центральной Азии).
Родовое название Potrerilloxyela происходит от имени места обнаружения (формация Потрерийос, Potrerillos Formation). Видовое название Potrerilloxyela menendezi дано в честь аргентинского палеонтолога и адвоката Аугусто Хуана Менендеса (Augusto Juan Menéndez; Мендоса, Аргентина).